# Pachydactylus namaquensis
Pachydactylus namaquensis es una especie de saurópsido escamoso del género Pachydactylus, familia Gekkonidae. Fue descrita científicamente por Sclater en 1898.
Habita en Sudáfrica y Namibia.